# Strumica
Strumica (in macedone Струмица?) è un comune urbano della Macedonia del Nord di 79 012 abitanti (dato 2007). La sede comunale è nella località omonima. Nel 2003 i comuni di Vasilevo e Kukliš vennero annessi al territorio comunale.

## Geografia fisica
Strumica è situata nella parte sud-orientale della Macedonia del Nord, nella vallata del fiume Strumešnica, ad una trentina di km dalla frontiera con la Bulgaria, ed è compresa tra i massicci montuosi della Belasica a sud e dell'Ogražeden a nord. 
Il comune confina con Valandovo a sud-ovest, con Konče a nord-ovest, con Vasilevo e Bosilovo a nord, con Novo Selo a est e con la Grecia a sud-est.

## Etimologia
Fu menzionata per la prima volta nel II secolo a. C. da Tolomeo e Plinio il Vecchio con il nome greco di Αστραίον (Astraion, stellata). In epoca romana era chiamata Tiberiopoli. Con l'arrivo degli Slavi[nessuna fonte](nessuna fonte)nella regione venne creato anche l'attuale toponimo, originato dal nome del fiume Struma. In turco la città è conosciuta come Ustrumca, mentre in greco è Στρώμνιτσα.

## Storia
Popolata dai Traci, fu menzionata per la prima volta da Tito Livio come Astraion nel 181 a.C.. Con la conquista romana della regione nel 148 a.C. la cittadina fu ribattezzata Tiberiopoli e inclusa nella nuova provincia della Macedonia. Sotto il regno di Giuliano l'Apostata furono uccisi i quindici ieromartiri della città. Dopo il 395, con la divisione in due dell'Impero romano, Tiberiopoli entrò a far parte dell'Impero romano d'oriente e nel tardo IV secolo fu inclusa nella provincia della Macedonia Salutaris.
Tra il VI ed il VII secolo la regione fu occupata dalla tribù sclavena degli Strymoniti poi, nel IX secolo, fu ripresa dai Bizantini. Successivamente fu conquistata dal Khan Presian annessa all'Impero bulgaro sino al 1014, anno in cui fu nuovamente riconquistata dall'esercito di Bisanzio.
Nel XII secolo, con l'indebolimento progressivo dell'autorità bizantina nelle regioni più periferiche, emersero una serie di potentati locali indipendenti retti da signorotti come il valacco Dobromir o il sebastocratore bulgaro Strez. Nel XIII secolo la cittadina fu ripresa dai Bizantini ai quali poi subentrarono i Serbi nel secolo successivo. Dopo la caduta dell'Impero serbo fu governata dapprima da Uglješa Mrnjavčević e poi da Dabiživ Spandulj per conto della famiglia Dejanović. Nel 1383 fu conquistata dagli Ottomani, ribattezzata Ustrumca e successivamente inclusa nel sangiaccato di Köstendil.
Durante la dominazione ottomana la città assunse un aspetto tipicamente orientale, contemporaneamente il numero dei Musulmani iniziò progressivamente a crescere, sia grazie alle conversioni, sia grazie all'insediamento di coloni di etnia turca. Secondo un censimento del 1519 ad Ustrumca abitavano 2 780 persone, dei quali 1 450 erano Cristiani e 1 330 Musulmani. Nel XVII secolo divenne sede di un kadiluk, mentre tra la fine del XVII e l'inizio del XIX secolo fu inclusa nel sangiaccato di Salonicco. 
Sul finire del XIX secolo iniziò in città la penetrazione culturale del Patriarcato di Costantinopoli, che fece proseliti soprattutto tra la popolazione di etnia greca, mentre contemporaneamente gli abitanti slavo-macedoni iniziarono a fare riferimento all'Esarcato bulgaro. Sul finire del XIX secolo iniziò ad operare nei dintorni della città un distaccamento dell'organizzazione rivoluzionaria macedone VMRO.
Dopo il congresso di Berlino del 1878 si rifugiarono a Ustrumca numerosi profughi turchi o musulmani provenienti dalla Serbia e dalla Bulgaria. Secondo il censimento ottomano del 1881/82-1893, la popolazione della kaza di Ustrumca ammontava a 33 024 abitanti, dei quali 15 760 Musulmani, 13 726 Greci, 2 965 Bulgari e 573 Ebrei. Nel 1905, secondo il geografo bulgaro Dimitri Mišev, la popolazione cristiana della kaza di Ustrumca, che ammontava a 22 860 unità, era a sua volta composta da 12 736 esarchisti bulgari, 8 992 patriarchisti bulgari, 624 protestanti bulgari, 444 Rom, 25 Greci e 6 Valacchi.
Durante la prima guerra balcanica fu occupata dai Bulgari della 7ª divisione Rila e da truppe serbe. La città venne prontamente ribattezzata Струмица (Strumica). Subito dopo la conquista fu istituita una commissione mista composta da ufficiali bulgari e serbi, da locali cristiani e da miliziani bulgaro-macedoni che processarono sommariamente i notabili musulmani della città e, nella maggioranza dei casi, li condannarono a morte. Sorte analoga toccò a centinaia di profughi musulmani che si erano riversati in città. Le vittime del massacro vanno da un minimo di 800 ad un massimo di 3 000-4 000 . Nel corso della seconda guerra balcanica fu occupata dall'esercito greco il 9 luglio 1913. Il trattato di Bucarest, siglato qualche settimana dopo assegnò tuttavia la città alla Bulgaria. Appresa la notizia, la popolazione greca e musulmana, supportata dalle truppe elleniche ancora presenti a Strumica, diede fuoco a gran parte dell'abitato. Oltre 1 900 edifici andarono distrutti, mentre i profughi greci furono trasferiti a Kilkis, cittadina a nord di Salonicco, dove la maggioranza della popolazione, di etnia slavo-macedone, era stata espulsa per ordine dell'esercito di Atene.
Con la ratifica del trattato di Neuilly, nel 1919, Strumica e tutta l'alta vallata della Strumešnica passarono dal Regno di Bulgaria al Regno dei Serbi, Croati e Sloveni. Nel 1929 fu inclusa nella Banovina del Vardar.
Durante l'invasione della Jugoslavia, Strumica fu occupata dalle truppe tedesche il 6 aprile 1941. Il 18 dello stesso mese vi fece il suo ingresso l'esercito bulgaro, alleato di quello nazista. Tra il 1941 ed il 1944, come gran parte della Macedonia centro-orientale, fu annessa alla Bulgaria. L'11 settembre 1944 le truppe di Sofia lasciarono la città, seguite da quelle tedesche il 5 novembre dello stesso anno. Nel dopoguerra, con l'istituzione della Repubblica Socialista Federale di Jugoslavia, Strumica fu inclusa nel territorio della Repubblica Socialista di Macedonia.

## Monumenti e luoghi d'interesse
- Fortezza di Strumica, ricostruita nel 2014
- Moschea Orta, del 1613-1614

## Società

### Evoluzione demografica
In base al censimento del 2007 la popolazione è così suddivisa dal punto di vista etnico:
- Macedoni: 75 258
- turchi: 3 754

## Cultura

### Eventi
Strumica è anche famosa per la sua vita notturna ed eventi internazionali come il Festival of SEE Film Authors con il direttore artistico Goran Trenčovski e il famoso carnevale (Strumicki Karneval) che si svolge ogni anno nel mese di febbraio/marzo dove partecipano diversi gruppi e carri proveniente da tutta la regione balcanica.

### Musei
- Museo della città di Strumica

### Musica
Strumica ha visto i natali del violinista, cantante e compositore Dimitrios Semsis noto come Salonikiós.

## Geografia antropica

### Località
Il comune è formato dall'insieme delle seguenti località:
- Banica
- Bansko
- Belotino
- Čepeli
- Dabilje
- Dobrejci
- Dorlombos
- Gabrovo
- Gradsko Baldovci
- Kosturino
- Kukliš
- Memešli
- Murtino
- Ormanli
- Popčevo
- Prosenikovo
- Raborci
- Rič
- Sačevo
- Strumica (sede comunale)
- Svidovica
- Tri Bodi
- Veljusa
- Vogoča

## Istruzione
La città di Strumica ha 4 scuole primarie, 3 scuole superiori, 1 scuola di musica e 1 facoltà di agricoltura, parte dell'università Cirillo e Metodio di Skopje.
| Scuola primaria  | Scuola superiore | Scuola di musica |
| Maresciallo Tito | Jane Sandanski   | Boro Djoni       |
| Sando Masev      | Nikola Karev     |                  |
| Vidoe Podgorec   | Dimitar Vlahov   |                  |
| Nikola Vapcarov  |                  |                  |

## Amministrazione
Zoran Zaev è stato sindaco di Strumica dal 22 marzo 2005 al 22 dicembre 2016, prima di diventare leader del partito Unione Socialdemocratica di Macedonia e primo ministro della Macedonia del Nord.

## Sport
Le principali squadre di calcio della città sono il Belasica, che gioca allo Stadio Blagoj Istatov, e l'Akademija Pandev, di scena allo Stadio Kukuš. 
In città ha sede la squadra di basket K.K. Strumica, protagonista nel massimo campionato nazionale.
La pallavolo è rappresentata dalla OK Strumica Nikob, che ha preso parte alla stagione 2022-2023 della Coppa CEV.